# Palau Tiepolo
El Palau Tiepolo és un edifici històric situat a Venècia al barri de San Polo i amb vistes al Gran Canal entre el Palau Tiepolo Passi i el Palau Pisani Moretta.

## Arquitectura
Aquest palau va ser construït a mitjan segle XVI sobre el lloc d'un antic palau, probablement d'origen venecià-romà d'Orient. Es desconeix el creador de la construcció. La façana principal del palau, d'estil renaixentista primerenc, està dividida per tres cordons i es distribueix en quatre nivells: planta baixa (pé pian), dos pisos nobles (soleri) i un entresol sota les teulades.
El pé pian es caracteritza per la presència de dues portes d'arc besson i uns binoculars al centre. A la primera planta noble hi ha una finestra quadrifora amb arcs centrals i un balcó adjacent (pèrgola). Als costats hi ha dos parells de finestres monófores del mateix estil, sense pèrgola. A la segona planta principal hi ha una altra finestra similar de quatre llums amb una pèrgola als costats adjacents i dos parells de finestres monofàl·liques del mateix estil, sense pèrgola. A la façana, encara són visibles les restes dels frescos d'Andrea Meldola, conegut com a Schiavone; estan en mal estat i requereixen restauració. Hi ha una finestra de mansarda per sobre de la línia de ràfec.

## Interiors
L'interior està decorat amb estucs policromats, mentre que el portell està embellit amb valuosos frescos de Jacopo Guarana.